# Коза-дереза (мультфільм)
«Коза-дереза» — український мультфільм режисера Ірини Смирнової за мотивами української народної казки.

## Опис
Було у голови сім'ї два сини і дружина, а ось кізочки в господарстві не було. Одного разу йому вдалося купити дуже хорошу козу на базарі, чому він був невимовно радий. Ось тільки кізочка налаштувала свого господаря проти всіх членів сім'ї, однак сталося так, що в кінцевому підсумку її підступи зіграли з нею злий жарт.

## Творча група
- Автор сценарію, кінорежисер та художник-постановник: Ірина Смирнова
- Композитор: Юрій Щелковський
- Кінооператор: Олександр Костюченко
- Звукооператор: Юрій Нечеса
- Аніматори: Ірина Смирнова, Олександр Гуньковський, С. Мельниченко
- Асистенти: С. Мельниченко, І. Бендік, К. Свиридовська
- Тест читають: Н. Касторф, А. Поддубинський
- Монтажер: Юна Срібницька
- Редактор: Світлана Куценко
- Директор зниімальної групи: В. Килинський